# Вебер, Вольфганг
Во́льфганг Ве́бер (нем. Wolfgang Weber; род. 26 июня 1944, Порц) — немецкий футболист, играл на позиции защитника.

## Карьера
Является легендой «Кёльна». За клуб он играл 16 лет, выходил на поле в 356 матчах и забил в них 21 мяч.
За сборную провёл 51 матч и забил 2 мяча. Один из них — в финале ЧМ-1966 года на 89-й минуте матча. Этот гол сделал счёт ничейным 2:2 и перевёл игру в дополнительное время, в котором сильнее оказались англичане — 2:4.

## Достижения
- Чемпион ФРГ: 1962, 1964, 1978.
- Вице-Чемпион ФРГ: 1963, 1965, 1973.
- Обладатель кубка ФРГ: 1968, 1977, 1978.
- Финалист Кубка ФРГ: 1970, 1971, 1973.